# Muhammad Zaman Khan
Muhammad Zaman Khan (Amb, 6 novembre 1874 – Amb, 12 settembre 1936) è stato un principe pakistano.
Fu Nawab di Amb dal 1907 al 1936.

## Biografia
Figlio del nawab Muhammad Akram Khan di Amb, gli succedette alla morte di questi nel 1907. Mugammad Zaman Khan aiutò gli inglesi in diverse spedizioni militari, come ad esempio quella di Kala Dhaka/Tor Ghar ed in quella contro il wali di Swat a Chamla nel 1926.
Fornì inoltre un contributo per la costruzione dell'Islamia College University al visionario progetto di Shahibzada Abdul Qayyum Khan.
IInviò cibo, armi, beni e supporto all'ottomano Khalil Pasha ma la sua alleanza con gli inglesi in quanto principe dell'India britannica durante il primo conflitto mondale. Prese parte alla caduta di Baghdad del 1917. Il nawab intrattenne ottime relazioni diplomatiche col sultano ottomano, per quanto le distanze geografiche tra i due fossero notevoli. Collaborativo con gli inglesi, ottenne l'Ordine dell'Impero Indiano ed il rango onorario di maggiore dell'esercito imperiale indiano.

## Onorificenze

### Posizioni militari onorarie
| Forza militare      | Unità    | Posizione | Anno |
| ------------------- | -------- | --------- | ---- |
| British Indian Army | Esercito | Maggiore  | 1928 |